# Campeonato Ucraniano de Voleibol Masculino
O Campeonato Ucraniano de Voleibol Masculino (em ucraniano:  Чемпіонат України з волейболу серед чоловіків) é a principal liga de voleibol masculino da Ucrânia, organizado pela Federação Ucraniana de Voleibol (em ucraniano:  Федерація Волейболу України, FVU). O torneio é disputado desde 1992, tendo como campeão inaugural o Shakhtar Donetsk.

## Histórico
Antes, as seleções ucranianas disputavam o campeonato da União Soviética (URSS), fundado em 1933. Entre a temporada de 1991–92 a 1999–00, o torneio era denominado Premier League (em ucraniano:  Волейбольна Вища ліга).
Devido à pandemia do coronavírus e de acordo com a resolução do Conselho de Ministros de 11 de março de 2020, sobre a prevenção da propagação do COVID-19 no território da Ucrânia, a Direção da Associação Estatal de Futebol da Academia Ucraniana de Ciências decidiu suspender o XXIX Campeonato da Ucrânia da temporada 2019–20 em todas as ligas até o final do período de quarentena, incluindo as Superligas Feminina e Masculina. Ao mesmo tempo, a Federação Nacional foi guiada pelo desejo de determinar os campeões e premiados exclusivamente de acordo com o princípio esportivo, e não por alguma decisão voluntária. No entanto, a complicação da situação com o COVID-19 no país e a correspondente decisão do Gabinete de Ministros de estender a validade da quarentena até 24 de abril, obrigou a decisão dos destinos das medalhas em ambas as divisões de elite de maneira diferente.
No final, todos os 24 membros do Comitê Executivo da FVU votaram da seguinte forma: apurar os campeões e premiados da Superliga Masculina, as equipes que ocuparam os respectivos lugares de acordo com os resultados da 1.ª fase da competição (5 votos). Terminar o campeonato sem atribuição de laureados e, consequentemente, sem atribuição de medalhas (19 votos).
Em 24 de fevereiro de 2022, devido aos conflitos armados entre Ucrânia e Rússia, a Federação Ucraniana de Voleibol suspendeu os jogos do Campeonato Ucraniano da temporada de 2021–22 por tempo indeterminado. Em 17 de maio do mesmo ano, a associação aprovou a decisão de encerrar o campeonato antecipadamente, atribuindo o título ao Epicentr-Podolyany e o vice-campeonato ao VС Barkom-Kazhany, por terem finalizado a fase classificatória em 1º e 2º lugar, respectivamente.

## Resultados
| CAMPEONATO UCRANIANO DE VOLEIBOL MASCULINO | CAMPEONATO UCRANIANO DE VOLEIBOL MASCULINO      | CAMPEONATO UCRANIANO DE VOLEIBOL MASCULINO      | CAMPEONATO UCRANIANO DE VOLEIBOL MASCULINO      |
| Temporada                                  | Campeão                                         | Vice-campeão                                    | Terceiro lugar                                  |
| ------------------------------------------ | ----------------------------------------------- | ----------------------------------------------- | ----------------------------------------------- |
| 1992 Detalhes                              | Shakhtar Donetsk                                | Lokomotyv Kharkiv                               | Azot Czerkasy                                   |
| 1992–93 Detalhes                           | Shakhtar Donetsk                                | Dynamo Lugansk                                  | VC Odessa                                       |
| 1993–94 Detalhes                           | Lokomotyv Kharkiv                               | Lokomotyv Kyiv                                  | VC Odessa                                       |
| 1994–95 Detalhes                           | Lokomotyv Kyiv                                  | Lokomotyv Kharkiv                               | Shakhtar Donetsk                                |
| 1995–96 Detalhes                           | Lokomotyv Kharkiv                               | VC Odessa                                       | Azot Czerkasy                                   |
| 1996–97 Detalhes                           | VC Odessa                                       | Azot Czerkasy                                   | Stirol Gorlovka                                 |
| 1997–98 Detalhes                           | VC Odessa                                       | Dynamo Lugansk                                  | Azot Czerkasy                                   |
| 1998–99 Detalhes                           | VC Odessa                                       | Azot Czerkasy                                   | VC Vinnytsia                                    |
| 1999–00 Detalhes                           | Azot Czerkasy                                   | VC Odessa                                       | Lokomotyv Kharkiv                               |
| 2000–01 Detalhes                           | Lokomotyv Kharkiv                               | Azot Czerkasy                                   | Yurydychna Akademіya Kharkiv                    |
| 2001–02 Detalhes                           | Lokomotyv Kharkiv                               | Azot Czerkasy                                   | Yurydychna Akademіya Kharkiv                    |
| 2002–03 Detalhes                           | Lokomotyv Kharkiv                               | Yurydychna Akademіya Kharkiv                    | Azot Czerkasy                                   |
| 2003–04 Detalhes                           | Lokomotyv Kharkiv                               | Yurydychna Akademіya Kharkiv                    | Markochim Mariupol                              |
| 2004–05 Detalhes                           | Lokomotyv Kharkiv                               | Markochim Mariupol                              | Azot Czerkasy                                   |
| 2005–06 Detalhes                           | Azot Czerkasy                                   | Crimsoda Krasnoperekopsk                        | Markochim Mariupol                              |
| 2006–07 Detalhes                           | Lokomotyv Kharkiv                               | Azot Czerkasy                                   | Markochim Mariupol                              |
| 2007–08 Detalhes                           | Lokomotyv Kyiv                                  | Lokomotyv Kharkiv                               | Azot Czerkasy                                   |
| 2008–09 Detalhes                           | Lokomotyv Kharkiv                               | Budivelnyk Chernivtsi                           | Crimsoda Krasnoperekopsk                        |
| 2009–10 Detalhes                           | Lokomotyv Kharkiv                               | Crimsoda Krasnoperekopsk                        | Azot Czerkasy                                   |
| 2010–11 Detalhes                           | Lokomotyv Kharkiv                               | Azot Czerkasy                                   | Loko-Express Kharkov                            |
| 2011–12 Detalhes                           | Lokomotyv Kharkiv                               | Crimsoda Krasnoperekopsk                        | VC Favoryt                                      |
| 2012–13 Detalhes                           | Lokomotyv Kharkiv                               | Crimsoda Krasnoperekopsk                        | VC Favoryt                                      |
| 2013–14 Detalhes                           | Lokomotyv Kharkiv                               | VC Khimprom Sumy                                | VC Favoryt                                      |
| 2014–15 Detalhes                           | Lokomotyv Kharkiv                               | VC Khimprom Sumy                                | Yurydychna Akademіya Kharkiv                    |
| 2015–16 Detalhes                           | Lokomotyv Kharkiv                               | SC Prometey Dnipro                              | Yurydychna Akademіya Kharkiv                    |
| 2016–17 Detalhes                           | Lokomotyv Kharkiv                               | VС Barkom-Kazhany                               | VC Novator                                      |
| 2017–18 Detalhes                           | VС Barkom-Kazhany                               | Lokomotyv Kharkiv                               | VC Novator                                      |
| 2018–19 Detalhes                           | VС Barkom-Kazhany                               | VC Sertse Podillia                              | MHP Vinnytsia                                   |
| 2019–20 Detalhes                           | Edição cancelada devido à pandemia de COVID-19. | Edição cancelada devido à pandemia de COVID-19. | Edição cancelada devido à pandemia de COVID-19. |
| 2020–21 Detalhes                           | VС Barkom-Kazhany                               | Epicentr-Podolyany                              | Yurydychna Akademіya Kharkiv                    |
| 2021–22 Detalhes                           | Epicentr-Podolyany                              | VС Barkom-Kazhany                               | SC Prometey Dnipro                              |
| 2022–23 Detalhes                           | SC Prometey Dnipro                              | Epicentr-Podolyany                              | Yurydychna Akademіya Kharkiv                    |